# GameFan
GameFan Magazine (originalmente conocida como Diehard GameFan Magazine) fue una publicación iniciada por Tim Lindquist y Dave Halverson en septiembre de 1992 que proporcionó cobertura de videojuegos nacionales y de importación. Se caracterizó por su amplio uso de imágenes de juego en el diseño de página debido a la falta de capturas de pantalla en otras publicaciones de Estados Unidos de esa época. Se dejó de publicar en diciembre de 2000. Halverson ha relanzado GameFan como una revista de videojuego/película en mayo de 2010.

## Personal
Los miembros del personal de GameFan tenían muchos alias. 
| Alias            | Miembro del personal                                                                |
| ---------------- | ----------------------------------------------------------------------------------- |
| E. Storm         | Dave Halverson                                                                      |
| Skid             | Dave Halverson                                                                      |
| The Wanderer     | Rick Mears                                                                          |
| Takahara         | Dave Halverson                                                                      |
| The Enquirer     | Andrew Cockburn                                                                     |
| Nick Rox         | Nicholas Dean Des Barres (hijo de Michael Des Barres)                               |
| Takuhi           | Casey Loe                                                                           |
| Knightmare       | Dan Jevons                                                                          |
| Orion            | Ryan Lockhart                                                                       |
| Glitch           | Mike Griffin                                                                        |
| Substance D      | Michael Hobbs                                                                       |
| Tom Slick        | Tom Stratton                                                                        |
| Special K        | Kei Kuboki                                                                          |
| K. Lee           | Kelly Rickards                                                                      |
| Hikaru, Mr.Goo   | Frank Martinez Jr.                                                                  |
| Chief Hambleton  | David Hodgson                                                                       |
| Eggo             | George Ngo                                                                          |
| Dangohead        | Anthony Chau                                                                        |
| Big Bubba        | Brandon Justice                                                                     |
| Kodomo           | Matt Van Stone                                                                      |
| ECM              | Eric Mylonas                                                                        |
| Fury             | Jason Weitzner                                                                      |
| Shidoshi         | Eric L. Patterson                                                                   |
| Cerberus         | Tyrone Rodriguez                                                                    |
| El Nino          | Geoff Higgins                                                                       |
| Waka             | Mike Wakamatsu                                                                      |
| L.A. Akira       | Gerald Abraham                                                                      |
| Sergeant H. Core | Jeremy Corby                                                                        |
| Hi-Fi            | Kevin Deselms                                                                       |
| Slasher Quan     | Matt Taylor (Trabajó para GamePro antes de trabajar para GameFan)                   |
| The Postmeister  | Mostly Dave Halverson                                                               |
| Reubus           | Bruce Stockert (Director de arte por los últimos años de la existencia de GameFan.) |
| King Fausto      | Terry Wolfinger (El director de arte original de GameFan)                           |